# Kostelec u Holešova
Kostelec u Holešova é uma comuna checa localizada na região de Zlín, distrito de Kroměříž.